# Magnus van Füssen
De heilige Magnus van Füssen (ook wel Magnoald of Mang genoemd) was een heilige missionaris die in de zevende of achtste eeuw actief was in het huidige zuiden van Duitsland. Hij staat ook bekend als de apostel van de Allgäu. Men veronderstelt dat hij of een tijdgenoot van Sint-Gallus (gestorven 627) of van Sint-Bonifatius (overleden 754) is geweest. Hij wordt vereerd als de grondlegger van de abdij van Sint-Mang in het Zuidwest-Beierse Füssen.

## Leven
Er is bijna geen betrouwbare informatie over hem overgeleverd. De enige bron is een oude "Vita S. Magni", maar die bevat zoveel overduidelijke anachronismen dat men er niet op kan vertrouwen. Het vertelt dat de twee Ierse missionarissen de heiligen Columbanus en Gallus, enige tijd bij Willimar, een priester in Arbon verbleven. Hier werd Gallus ziek. Hij kreeg de leiding over Magnoald en Theodore, twee geestelijken die in gezelschap van Willimar leefden, terwijl Columbanus doorreisde naar Italië en daar de abdij van Bobbio stichtte. Toen Gallus op miraculeuze wijze op de hoogte werd gesteld van het overlijden van Columbanus zou hij Magnoald hebben gestuurd om op diens graf in Bobbio voor hem te bidden. Magnus kwam terug met het stafpersoneel van Columbanus, die daarna onder zijn bewind bleven. Na de dood van Gallus volgde Mangoald (Mang) Gallus op. als de superieur van de cel.